# Danh sách súng trường chiến đấu
Súng trường chiến đấu (tên tiếng Anh: Battle rifle) là loại súng trường mạnh mẽ, có chiều dài đầy đủ, sử dụng cơ chế nạp đạn bằng khóa nòng, tự động hoặc bán tự động, được trang bị một hộp tiếp đạn có thể tháo rời, đã được quân đội của nhiều quốc gia thông qua. Sự khác nhau giữa súng trường chiến đấu và súng trường thiện xạ là súng trường thiện xạ có độ chính xác và tầm bắn xa hơn. Nhiều loại súng dưới đây vẫn còn được sử dụng, có vài khẩu thuộc loại súng trường thiện xạ. Đối với súng trường sử dụng loại đạn trung gian (ví dụ: 7.62×39mm, 5.56×45mm NATO), xem Danh sách súng trường tấn công.
| Tên                            | Nhà sản xuất                                                | Hình | Loại đạn                                        | Quốc gia                                                            | Năm            |
| ------------------------------ | ----------------------------------------------------------- | ---- | ----------------------------------------------- | ------------------------------------------------------------------- | -------------- |
| AG-3                           |                                                             |      | 7.62×51mm NATO                                  | Na Uy                                                               | 1956           |
| ASh-12.7                       | Izhmash                                                     |      | 12.7×55mm                                       | Nga                                                                 | 2010           |
| Ak 4                           |                                                             |      | 7.62×51mm NATO                                  | Thụy Điển                                                           | 1956           |
| ArmaLite AR-10                 | ArmaLite                                                    |      | 7.62×51mm NATO .308 Winchester                  | Hoa Kỳ                                                              | 1956           |
| Beretta BM59                   | Fabbrica d'Armi Pietro Beretta                              |      | 7.62×51mm NATO                                  | Ý                                                                   | Những năn 1950 |
| Calzada Bayo CB-57             |                                                             |      | 7.62×51mm NATO                                  | Bản mẫu:Country data Francoist Tây Ban Nha (bây giờ là Tây Ban Nha) | 1957           |
| Súng trường CETME              |                                                             |      | 7.62×51mm NATO                                  | Bản mẫu:Country data Francoist Tây Ban Nha (bây giờ là Tây Ban Nha) | 1957           |
| FA-MAS Type 62                 | Manufacture d'armes de Saint-Étienne                        |      | 7.62×51mm NATO                                  | Pháp                                                                | 1962           |
| Fedorov Avtomat                | Degtyarev plant                                             |      | 6.5×50mmSR Arisaka                              | Nga                                                                 | 1915           |
| FG 42                          | Rheinmetall                                                 |      | 7.92×57mm Mauser                                | Đức                                                                 | 1941           |
| Súng trường FM57               |                                                             |      | 7.62×51mm NATO                                  | Thụy Điển                                                           |                |
| FN FAL                         | FN Herstal                                                  |      | 7.62×51mm NATO                                  | Bỉ                                                                  | 1947           |
| FN SCAR-H                      | FNH USA                                                     |      | 7.62×51mm NATO                                  | Bỉ                                                                  | 2009           |
| GRAM 63                        |                                                             |      | 7.62×51mm NATO                                  | Thụy Điển                                                           |                |
| Heckler & Koch G3              | Heckler & Koch                                              |      | 7.62×51mm NATO                                  | Tây Đức                                                             | Những năm 1950 |
| Heckler & Koch HK417           | Heckler & Koch                                              |      | 7.62×51mm NATO                                  | Đức                                                                 | 2005           |
| Howa Shiki 64                  | Howa                                                        |      | 7.62×51mm NATO                                  | Nhật Bản                                                            | 1964           |
| Súng trường tự nạp L1A1        | Royal Small Arms Factory Lithgow Small Arms Factory         |      | 7.62×51mm NATO                                  | Anh Quốc · Úc                                                       | 1947           |
| M1 Garand                      |                                                             |      | .30-06 Springfield 7.62×51mm NATO               | Hoa Kỳ                                                              | 1933           |
| M14                            |                                                             |      | 7.62×51mm NATO                                  | Hoa Kỳ                                                              | 1954           |
| Madsen LAR                     |                                                             |      | 7.62×51mm NATO                                  | Đan Mạch                                                            | 1957           |
| Mk 14 Enhanced Battle Rifle    | Naval Surface Warfare Center Crane Division                 |      | 7.62×51mm NATO                                  | Hoa Kỳ                                                              | 2001           |
| Model 45A                      |                                                             |      | .30-06 Springfield                              | Hoa Kỳ · Philippines (bây giờ là Philippines)                       | 1945           |
| MPT-76                         | MKEK                                                        |      | 5.56×45mm NATO 7.62×51mm NATO                   | Thổ Nhĩ Kỳ                                                          | 2009           |
| ParaFAL                        | IMBEL                                                       |      | 7.62×51mm NATO                                  | Brasil                                                              | 2009           |
| Pindad SS4                     | Pindad                                                      |      | 7.62×51mm NATO                                  | Indonesia                                                           |                |
| Súng trường tự động Sieg       |                                                             |      | .30-06 Springfield                              | Hoa Kỳ                                                              | 1946           |
| SIG SG 510                     | Schweizerische Industrie Gesellschaft                       |      | 7.5×55mm Swiss                                  | Thụy Sĩ                                                             | Những năm 1950 |
| SLEM-1                         | FN Herstal                                                  |      | 7.92×57mm Mauser                                | Bỉ                                                                  | 1944           |
| SVT-40                         | Tula Arms Plant Izhevsk Machinebuilding Plant               |      | 7.62×54mmR                                      | Liên Xô                                                             | Những năm 1940 |
| Súng trường T48                | FN Herstal H&R Firearms High Standard Manufacturing Company |      | 7.62×51mm NATO                                  | Bỉ                                                                  | 1947           |
| Zastava M77 B1                 | Zastava Arms                                                |      | 7.62×51mm NATO                                  | Nam Tư (bây giờ là Serbia)                                          | 1977           |
| AVS-36                         |                                                             |      | 7.62×54mmR                                      | Liên Xô                                                             | 1936           |
| M1918 Browning Automatic Rifle | Colt's Manufacturing Company                                |      | 30-06 Springfield .303 British 7.92×57mm Mauser | Hoa Kỳ                                                              | 1917           |